# Buzłudża
Buzłudża (bułg. Бузлуджа) – szczyt górski w środkowej Starej Płaninie o wysokości 1441 metrów n.p.m. Oficjalna nazwa szczytu to Chadżi Dimityr (bułg. Хаджи Димитър, od imienia i nazwiska bułgarskiego bohatera narodowego), jednakże nie dorównuje ona popularnością Buzłudży.
Ze szczytem związane są dwa ważne wydarzenia historyczne. W 1868 r. na Buzłudży starły się ze sobą czeta Hadżiego Dimityra i wojska osmańskie. Po nierównej walce czetnicy zostali rozgromieni. Poeta bułgarski Christo Botew uwiecznił tę bitwę w swoim słynnym poemacie pt. „Chadżi Dimityr”.
W 1891 r. Dimityr Błagojew wraz z grupą bułgarskich socjalistów zorganizowali u podnóża Buzłudży tajne zebranie, na którym zapoczątkowali zorganizowany ruch socjalistyczny w Bułgarii. Zebranie to przeszło do historii pod nazwą kongres buzłudżański (bułg. Бузлуджански конгрес). W celu upamiętnienia tego wydarzenia na szczycie został wzniesiony Dom-Pomnik Komunistycznej Partii Bułgarii, który wkrótce potem stał się symbolem socjalizmu w Bułgarii.